# Węgierska Partia Liberalna
Węgierska Partia Liberalna (węg. Magyar Liberális Párt, MLP) – węgierska partia polityczna o profilu liberalnym.

## Historia
Stworzenie nowej partii liberalnej w styczniu 2013 zapowiedział Gábor Fodor, były przewodniczący rozwiązanego Związku Wolnych Demokratów. Ugrupowanie powstało 27 kwietnia tego samego roku, pozostając w opozycji do centroprawicowego rządu Viktora Orbána.
Przed wyborami parlamentarnymi w 2014 stronnictwo podpisało porozumienie wyborcze z innymi opozycyjnymi partiami, w tym socjalistami. Jego lider został umieszczony na czwartej pozycji listy krajowej koalicji. W wyniku głosowania MLP uzyskała jeden mandat poselski, który przypadł jej przewodniczącemu. W wyborach w 2018 jeden przedstawiciel partii został wybrany do parlamentu z ramienia koalicji MSZP-PM. W 2019 posłanka Anett Bősz objęła funkcję przewodniczącej partii. W 2022 MLP nie uzyskała poselskiej reprezentacji.